# Nowy Żmigród (gemeente)
De gemeente Nowy Żmigród is een landgemeente in het Poolse woiwodschap Subkarpaten, in powiat Jasielski.
De zetel van de gemeente is in Nowy Żmigród.
Op 30 juni 2004 telde de gemeente 9402 inwoners.

## Oppervlakte gegevens
In 2002 bedroeg de totale oppervlakte van gemeente Nowy Żmigród 104,54 km², waarvan:
- agrarisch gebied: 64%
- bossen: 24%

De gemeente beslaat 12,59% van de totale oppervlakte van de powiat.

## Demografie
Stand op 30 juni 2004:
| Omschrijving                   | Totaal | Totaal | Vrouwen | Vrouwen | Mannen | Mannen |
| ------------------------------ | ------ | ------ | ------- | ------- | ------ | ------ |
| eenheid                        | aantal | %      | aantal  | %       | aantal | %      |
| inwoners                       | 9402   | 100    | 4705    | 50      | 4697   | 50     |
| bevolkingsdichtheid (inw./km²) | 89,9   | 89,9   | 45      | 45      | 44,9   | 44,9   |

In 2002 bedroeg het gemiddelde inkomen per inwoner 1323,08 zł.

## Miejscowości gminy Nowy Żmigród
- Brzezowa,
- Desznica,
- Gorzyce,
- Grabanina,
- Jaworze,
- Kąty,
- Łężyny,
- Łysa Góra,
- Makowiska,
- Mytarka,
- Mytarz,
- Nienaszów,
- Sośniny,
- Nowy Żmigród,
- Sadki,
- Siedliska Żmigrodzkie,
- Skalnik,
- Stary Żmigród,
- Toki.

## Aangrenzende gemeenten
- Chorkówka,
- Dębowiec,
- Dukla,
- Krempna,
- Osiek Jasielski,
- Tarnówiec